# Suginami
Suginami (杉並区?, Suginami-ku) è uno dei 23 quartieri speciali di Tokyo. Nel 2008 la popolazione stimata era di 539.716 persone e la densità di 15.860 per km². La superficie totale è di 34,02 km².

## Geografia
Con una superficie di 34,02 km², Suginami è l'ottavo più grande dei 23 quartieri di Tokyo.
Occupa la parte occidentale dell'area della prefettura di Tokyo. A est confina con Shibuya e Nakano, a nord con Nerima, a ovest con le città di Mitaka e Musashino e a sud con Setagaya.
Attraversano Suginami, il fiume Kanda, il fiume Zenpukuji, che ha origine dal Parco Zenpukuji nella parte occidentale di Suginami, e il fiume Myōshōji, che ha origine nel Parco Myōshōji, a nord della stazione di Ogikubo.

## Storia
Si trovava nella provincia di Musashi fin dai tempi antichi e l'area che oggi è il quartiere di Suginami faceva parte della contea di Tama.
Il nome Suginami risale al primo periodo Edo ed è una versione abbreviata di Suginamiki ("viale dei cedri", in giapponese sugi). Questo nome nacque quando uno dei primi signore feudale, Tadayoshi Okabe, piantò una fila di alberi di cedro per delimitare i confini della sua proprietà.
Durante le epoche Meiji e Taishō, l'area non era inclusa nella città di Tokyo.
Nel 1943, la città di Tokyo viene abolita e Suginami divenne un quartiere di Tokyo. Il 3 maggio 1947 il quartiere di Suginami diventa un quartiere speciale a causa dell'entrata in vigore della Legge sull'Autonomia Locale.

## Suddivisione
Il quartiere è diviso in 39 zone, ognuna delle quali è poi a sua volta suddivisa in unità più piccole.
- Amanuma 天沼
- Asagaya 阿佐ヶ谷
- Asagaya-Kita 阿佐谷北
- Asagaya-Minami 阿佐谷南
- Eifuku 永福
- Hamadayama 浜田山
- Hon-Amanuma 本天沼
- Hōnan 方南
- Horinouchi 堀ノ内
- Igusa 井草
- Imagawa 今川
- Izumi 和泉
- Kami-Igusa 上井草
- Kami-Takaido 上高井戸
- Kamiogi 上荻
- Kōenji 高円寺駅
- Kōenji-Kita 高円寺北
- Kōenji-Minami 高円寺南
- Kugayama 久我山
- Matsunoki 松ノ木
- Minami-Ogikubo 南荻窪
- Miyamae 宮前
- Momoi 桃井
- Narita-Higashi 成田東
- Narita-Nishi 成田西
- Nishiogi-Kita 西荻北
- Nishiogi-Minami 西荻南
- Nishi-Ogikubo 西荻窪
- Ogikubo 荻窪
- Ōmiya 大宮
- Shimizu 清水
- Shimo-igusa 下井草
- Shimo-Takaido 下高井戸
- Shōan 松庵
- Takaido-Higashi 高井戸東
- Takaido-Nishi 高井戸西
- Umezato 梅里
- Wada 和田
- Zenpukuji 善福寺

## Trasporti

### Ferrovia
JR East
  Linea rapida Chūō, Linea Chūō-Sōbu: stazioni di Koenji, Asagaya, Ogikubo, Nishi-Ogikubo
 Keiō Corporation
 Linea Keiō: stazione Hachiman-yama, stazione Roka-kōen
 Linea Keiō Inokashira: stazioni Eifuku-cho, Nishi Eifuku, Hamada-yama, Takaido, Fujimi-ga-oka, Kuga-yama
 Ferrovie Seibu
 Linea Seibu Shinjuku: stazioni Shimo-Igusa, Iogi, Kami-Igusa
 Metropolitana di Tokyo
 Linea Marunouchi: Honancho (diramazione); stazioni Higashi Koenji, Shin-Koenji, Minami Asagaya, Ogikubo

### Strada
- Strade nazionali : strada 20, la Kōshū Kaidō
- Kan-nana Dori (circonvallazione numero 7)
- Kanpachi Dori (circonvallazione numero 8)
- Itsukaichi Kaidō (linea Suginami Akiruno, strada metropolitana di Tokyo Route 7)
- Ōme Kaidō